# 訃報 2001年1月
本項訃報 2001年1月は、2001年（平成13年）1月中に物故した人物の一覧である。

## （1日 - 15日）

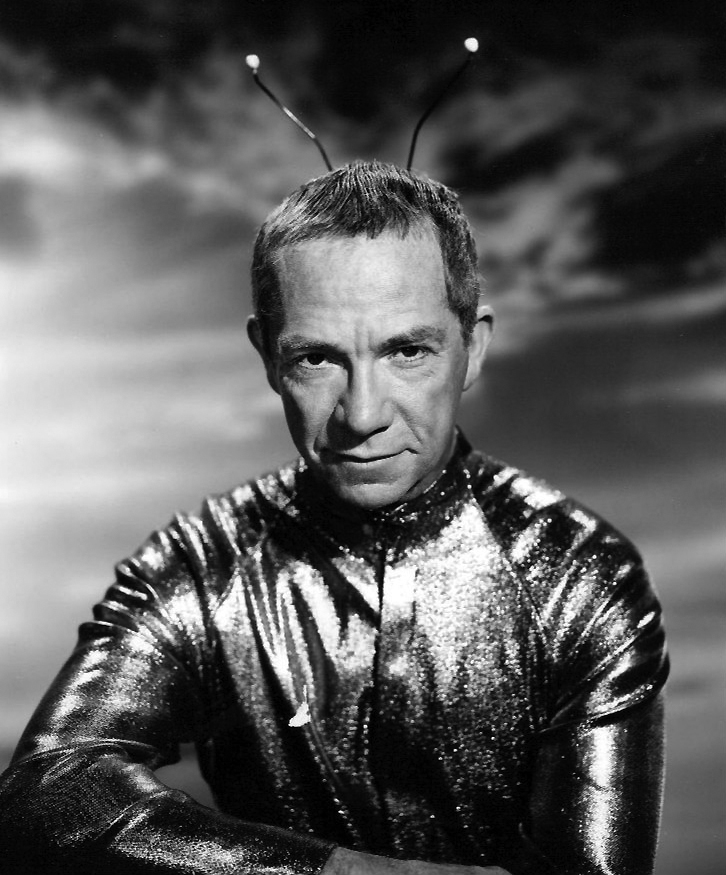
レイ・ウォルストン／1月1日没

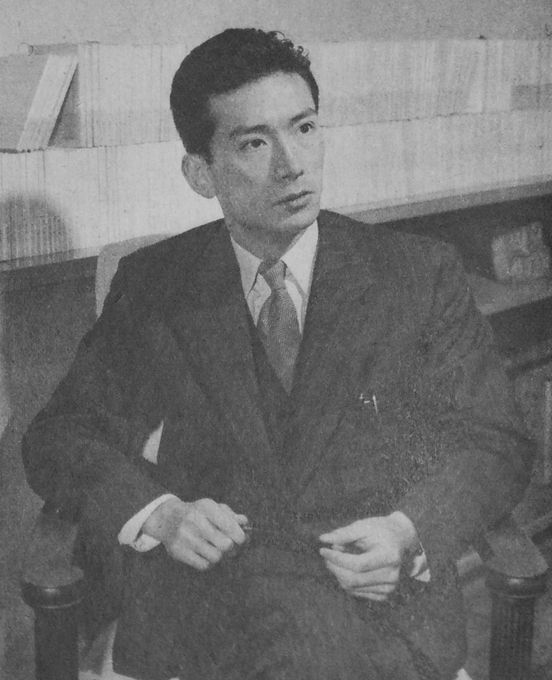
佐藤亮一／1月7日没

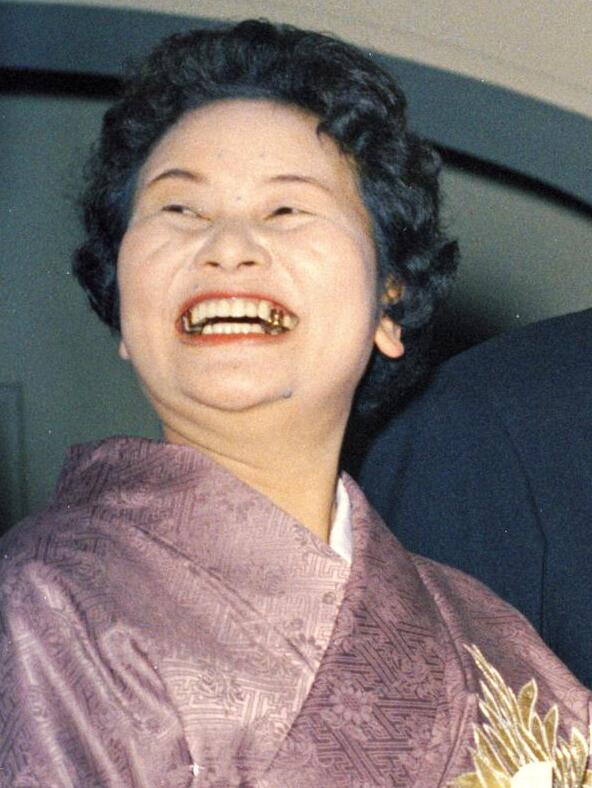
池田満枝／1月9日没

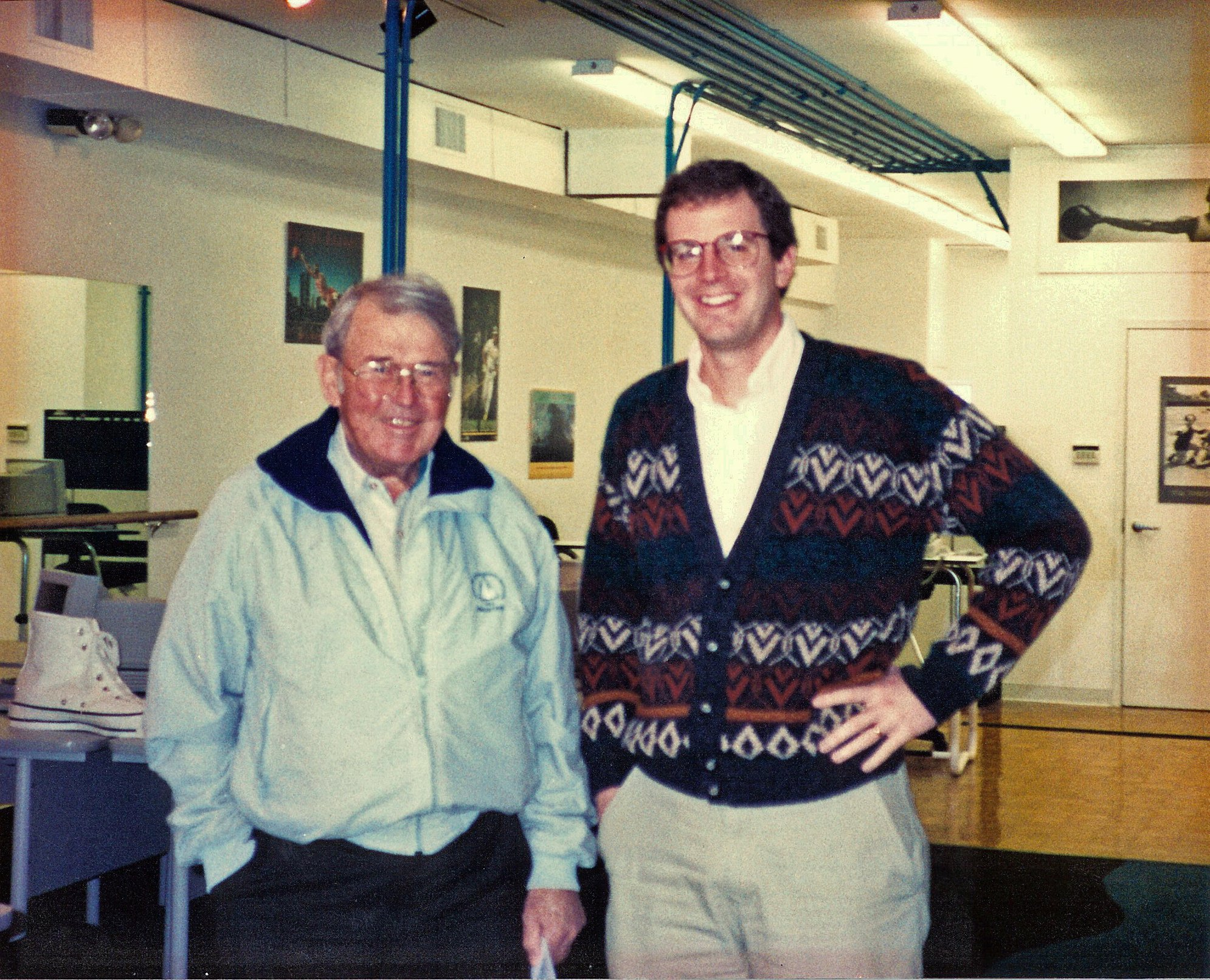
ウィリアム・ヒューレット（左）／1月12日没

- 1月1日 - レイ・ウォルストン[1]、俳優、コメディアン（* 1914年）
- 1月2日 - 島上善五郎、労働運動家、政治家（* 1903年）
- 1月2日 - ウィリアム・P・ロジャーズ、政治家（* 1913年）
- 1月3日 - 中井武兵衛、政治家（* 1924年）
- 1月3日 - 森田景一、政治家、元公明党衆議院議員（* 1928年）
- 1月3日 - 四代目桂三木助、落語家（* 1957年）
- 1月5日 - 中村苑子、俳人（* 1913年）
- 1月5日 - 長谷川安人、映画監督（* 1922年）
- 1月6日 - 中島洋次郎、政治家（* 1959年）
- 1月7日 - 雨宮恒之、東京楽天地社長（* 1914年）
- 1月7日 - 佐藤亮一、新潮社名誉会長（* 1924年）
- 1月9日 - 池田満枝、第58・59・60代内閣総理大臣・池田勇人の妻(* 1913年)
- 1月9日 - 戴国煇、農学者・作家（* 1931年）
- 1月11日 - 福島幸雄、アナウンサー（* 1929年）
- 1月11日 - ルイス・クラージェス、元レーシングドライバー（* 1949年）
- 1月12日 - ウィリアム・ヒューレット、ヒューレット・パッカード社創立者（* 1913年）
- 1月12日 - 九代目澤村宗十郎、歌舞伎役者（* 1933年）

## （16日 - 31日）

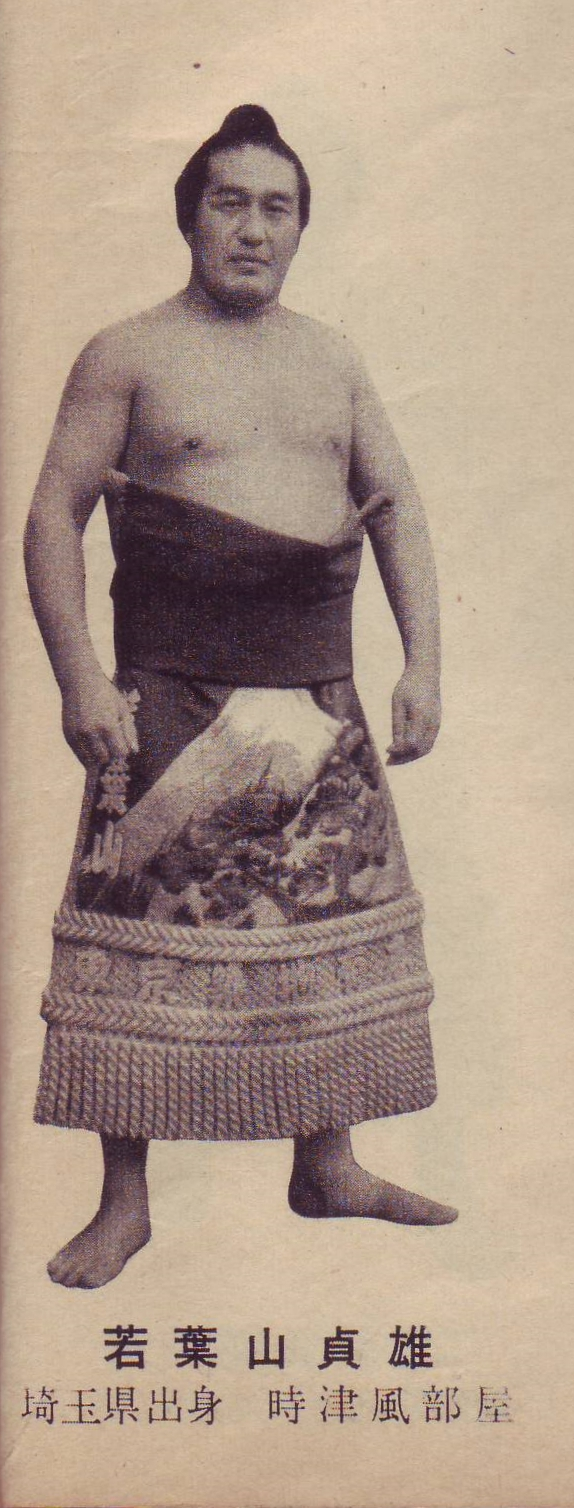
若葉山貞雄／1月17日没

- 1月17日 - 若葉山貞雄、大相撲力士（* 1922年）
- 1月17日 - 中村文弥、俳優（* 1946年）
- 1月20日 - 小池聰行、オリコン創業者（* 1932年）
- 1月21日 - 伊藤鑛二、アナウンサー（* 1933年）[2]
- 1月22日 - マルセ太郎、パントマイム芸人・ボードビリアン（* 1933年）
- 1月26日 - 丹野雄二、映画監督、アニメーション演出家、プロデューサー（* 1932年）